# José Amador de los Ríos

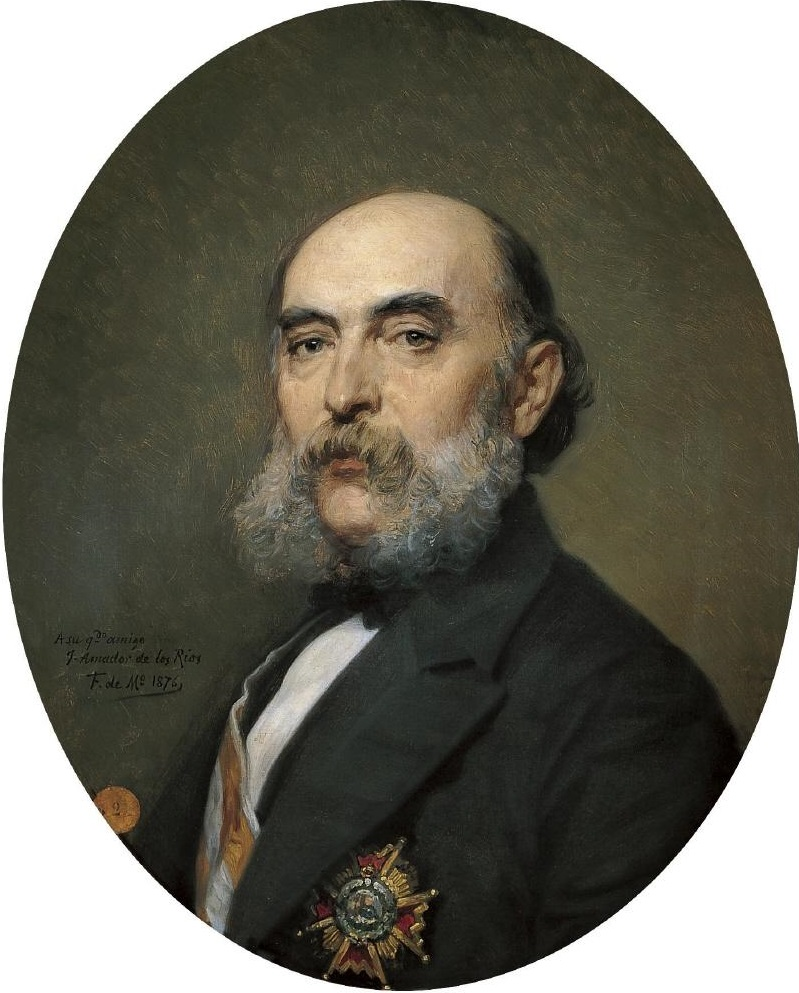
José Amador de los Ríos, porträtterad av Federico de Madrazo.

José Amador de los Ríos y Serrano, född 1818 i Baena, Córdoba, död den 17 februari 1878 i Sevilla, var en  spansk författare. 
Amador de los Ríos var professor vid universitetet i Madrid och medlem av de flesta lärda och litterära samfund i Spanien. Han betraktas där som 
en stor auktoritet på de områden, där han verkat, nämligen som historiker, litteraturhistoriker, konstforskare och orientalist. Bland hans arbeten bör nämnas: Sevilla pintoresca (1844), Toledo pintoresco (1845), Estudios historicos, politicos y literarios sobre los judios en España (1848), El arte latino-bizantino en España (1861), Historia social, politica y religiosa de los judios en España (1873) och Historia critica de la literatura española (1861–1865, i 7 band, oavslutad), ansedd som hans främsta arbete. Som redaktör, jämte Pedro de Madrazo, för det stora samlingsverket Monumentos arquitectonicos de España inlade Amador de los Ríos dessutom stor förtjänst. Hans Composiciones poéticas är föga kända, men av värde, varemot hans dramatiska arbeten anses mindre betydande.